# 塞尔瓦-迪普罗尼奥
塞尔瓦-迪普罗尼奥（義大利語：Selva di Progno），是意大利威尼托大区维罗纳省的一个市镇。总面积41.25平方公里，人口953人，人口密度23.1人/平方公里（2009年）。国家统计（ISTAT）代码为023080。